# ゴーストバンド
ゴーストバンド（英: ghost band）とは、計算結果としては得られるものの、物理的に存在しないバンド構造である。

## LAPW、LMTOでのゴーストバンド
LAPW法やLMTO法など、線形化されたバンド計算では、非常に広いエネルギー範囲に渡って計算を行うとそのバンド構造に、実際には物理的に存在しないバンドである、ゴーストバンドが生じることがある。

## Kleinma-Bylander近似でのゴーストバンド
擬ポテンシャルによるバンド計算において、Kleinman-Bylander近似を施すと計算で得られたバンド構造に、実際には物理的に存在しないバンドである、ゴーストバンド（ghost stateとも言う）が生じることがある。